# Franck Romanet
Pour les articles homonymes, voir Romanet.

a Compétitions nationales et continentales officielles uniquement.

Dernière mise à jour le 2 mai 2020.
Franck Romanet, né le 2 mai 1986, est un joueur de rugby à XV français qui évolue au poste d'ailier au sein de l'effectif du CA Brive après être passé par le  CS Bourgoin-Jallieu et le CS Lons.

## Carrière
- 2000-2007 : CS Lons
- 2007-2009 : CS Bourgoin-Jallieu
- 2009-2017 : Lyon OU
- 2017-2020 : CA Brive

## Palmarès
- Finaliste du Challenge européen en 2009
- Champion de France de Pro D2 en 2011, 2014 et 2016